# Le Moulinet-sur-Solin
Le Moulinet-sur-Solin è un comune francese di 140 abitanti situato nel dipartimento del Loiret nella regione del Centro-Valle della Loira.

## Società

### Evoluzione demografica
Abitanti censiti